# Ormeau Park
Ormeau Park är en park i Belfast i Storbritannien.   Den ligger i riksdelen Nordirland, i den västra delen av landet, 500 km nordväst om huvudstaden London. Ormeau Park ligger 51 meter över havet.